# Fulvy
Fulvy est une commune française située dans le département de l'Yonne en région Bourgogne-Franche-Comté.

## Géographie

### Climat
Pour des articles plus généraux, voir Climat de la Bourgogne-Franche-Comté et Climat de l'Yonne.
En 2010, le climat de la commune est de type climat océanique dégradé des plaines du Centre et du Nord, selon une étude du Centre national de la recherche scientifique s'appuyant sur une série de données couvrant la période 1971-2000. En 2020, Météo-France publie une typologie des climats de la France métropolitaine dans laquelle la commune est exposée à un climat océanique altéré et est dans la région climatique  Lorraine, plateau de Langres, Morvan, caractérisée par un hiver rude (1,5 °C), des vents modérés et des brouillards fréquents en automne et hiver. 
Pour la période 1971-2000, la température annuelle moyenne est de 10,5 °C, avec une amplitude thermique annuelle de 15,8 °C. Le cumul annuel moyen de précipitations est de 819 mm, avec 12 jours de précipitations en janvier et 8,1 jours en juillet. Pour la période 1991-2020, la température moyenne annuelle observée sur la station météorologique de Météo-France la plus proche, « Cruzy_sapc », sur la commune de Cruzy-le-Châtel à 13 km à vol d'oiseau, est de 11,1 °C et le cumul annuel moyen de précipitations est de 845,8 mm. 
La température maximale relevée sur cette station est de 40,7 °C, atteinte le 25 juillet 2019 ; la température minimale est de −21 °C, atteinte le 16 janvier 1985,,. 
Les paramètres climatiques de la commune ont été estimés pour le milieu du siècle (2041-2070) selon différents scénarios d'émission de gaz à effet de serre à partir des nouvelles projections climatiques de référence DRIAS-2020. Ils sont consultables sur un site dédié publié par Météo-France en novembre 2022.

## Urbanisme

### Typologie
Au 1er janvier 2024, Fulvy est catégorisée commune rurale à habitat dispersé, selon la nouvelle grille communale de densité à sept niveaux définie par l'Insee en 2022.
Elle est située hors unité urbaine et hors attraction des villes,.

### Occupation des sols
L'occupation des sols de la commune, telle qu'elle ressort de la base de données européenne d’occupation biophysique des sols Corine Land Cover (CLC), est marquée par l'importance des territoires agricoles (89,2 % en 2018), une proportion identique à celle de 1990 (89,2 %). La répartition détaillée en 2018 est la suivante : 
terres arables (60,2 %), zones agricoles hétérogènes (18,4 %), forêts (10,8 %), prairies (10,6 %). L'évolution de l’occupation des sols de la commune et de ses infrastructures peut être observée sur les différentes représentations cartographiques du territoire : la carte de Cassini (XVIIIe siècle), la carte d'état-major (1820-1866) et les cartes ou photos aériennes de l'IGN pour la période actuelle (1950 à aujourd'hui).

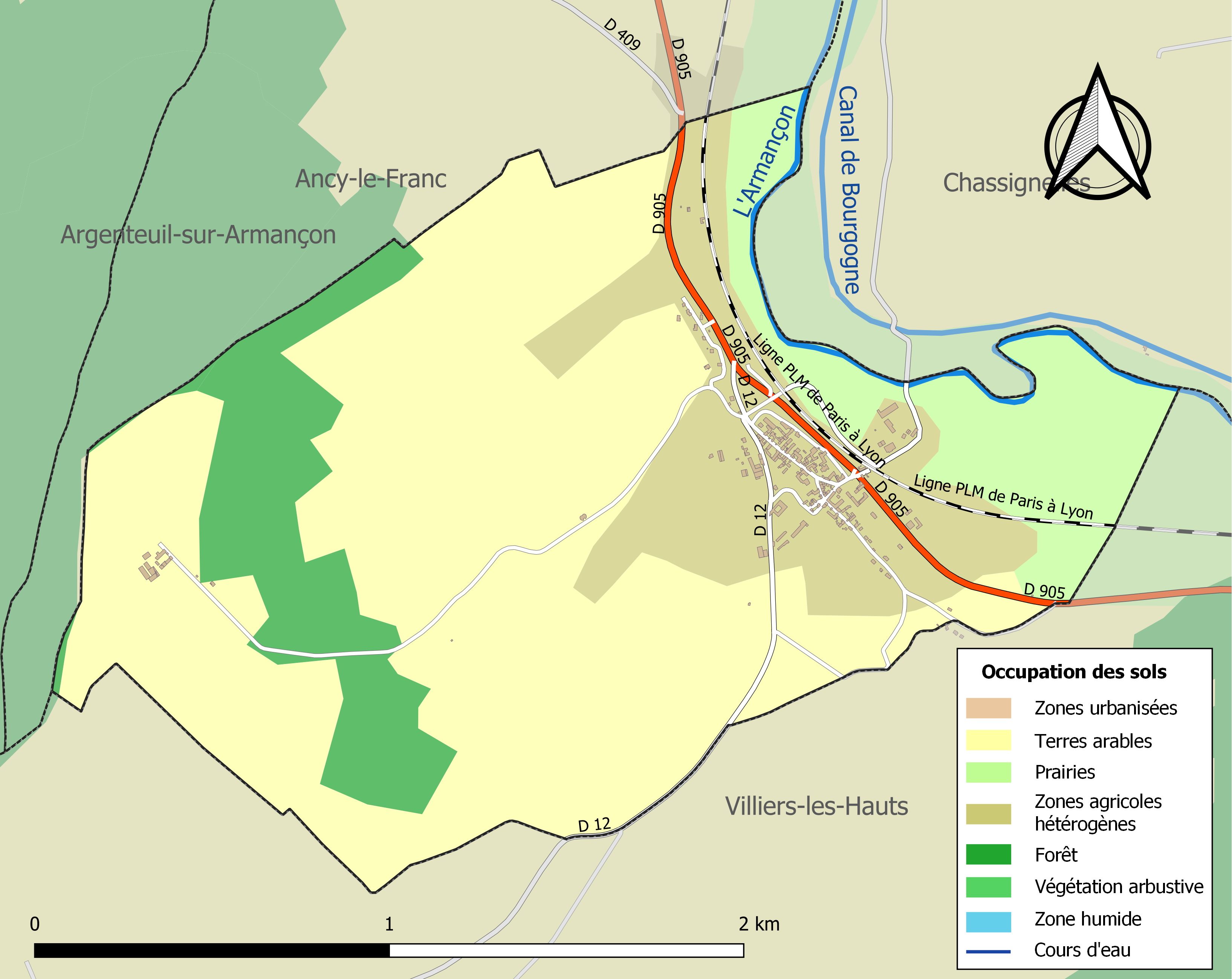
Carte des infrastructures et de l'occupation des sols de la commune en 2018 (CLC).

### Quartiers
- la Barrière
- Bellevue
- la Caume Rousse
- Centre - Bourg (route de Genève, rue & place du four, rue de la Porte d'en haut)
- le Château (rue du château, chemin du parc)
- le Clos (2 voies)
- le Vaisseau

## Histoire
La terre de Fulvy fut érigée en marquisat au 18e en faveur de l'intendant des finances Orry, frère du contrôleur général des finances, auquel on doit la reconstruction du château

## Politique et administration
| Période    | Période       | Identité            | Étiquette     | Qualité |
| ---------- | ------------- | ------------------- | ------------- | ------- |
| mars 1989  | décembre 1990 | Jeanette Henry      | PCF           |         |
| mars 2001  | mars 2008     | Dominique Jovet     | Apparenté PCF |         |
| mars 2008  | mars 2013     | Marie-Claire Martin |               |         |
| avril 2013 | en cours      | Robert Herbert      |               |         |

## Démographie
L'évolution du nombre d'habitants est connue à travers les recensements de la population effectués dans la commune depuis 1793. Pour les communes de moins de 10 000 habitants, une enquête de recensement portant sur toute la population est réalisée tous les cinq ans, les populations de référence des années intermédiaires étant quant à elles estimées par interpolation ou extrapolation. Pour la commune, le premier recensement exhaustif entrant dans le cadre du nouveau dispositif a été réalisé en 2007.

En 2022, la commune comptait 129 habitants, en évolution de −2,27 % par rapport à 2016 (Yonne : −1,95 %, France hors Mayotte : +2,11 %).
| 1793 | 1800 | 1806 | 1821 | 1831 | 1836 | 1841 | 1846 | 1851 |
| ---- | ---- | ---- | ---- | ---- | ---- | ---- | ---- | ---- |
| 192  | 213  | 195  | 210  | 207  | 186  | 164  | 156  | 177  |

| 1856 | 1861 | 1866 | 1872 | 1876 | 1881 | 1886 | 1891 | 1896 |
| ---- | ---- | ---- | ---- | ---- | ---- | ---- | ---- | ---- |
| 207  | 190  | 220  | 202  | 196  | 198  | 185  | 181  | 182  |

| 1901 | 1906 | 1911 | 1921 | 1926 | 1931 | 1936 | 1946 | 1954 |
| ---- | ---- | ---- | ---- | ---- | ---- | ---- | ---- | ---- |
| 197  | 198  | 221  | 232  | 223  | 208  | 193  | 183  | 196  |

| 1962 | 1968 | 1975 | 1982 | 1990 | 1999 | 2006 | 2007 | 2012 |
| ---- | ---- | ---- | ---- | ---- | ---- | ---- | ---- | ---- |
| 173  | 205  | 205  | 184  | 176  | 156  | 142  | 140  | 135  |

| 2017 | 2022 | - | - | - | - | - | - | - |
| ---- | ---- | - | - | - | - | - | - | - |
| 131  | 129  | - | - | - | - | - | - | - |

## Culture locale et patrimoine

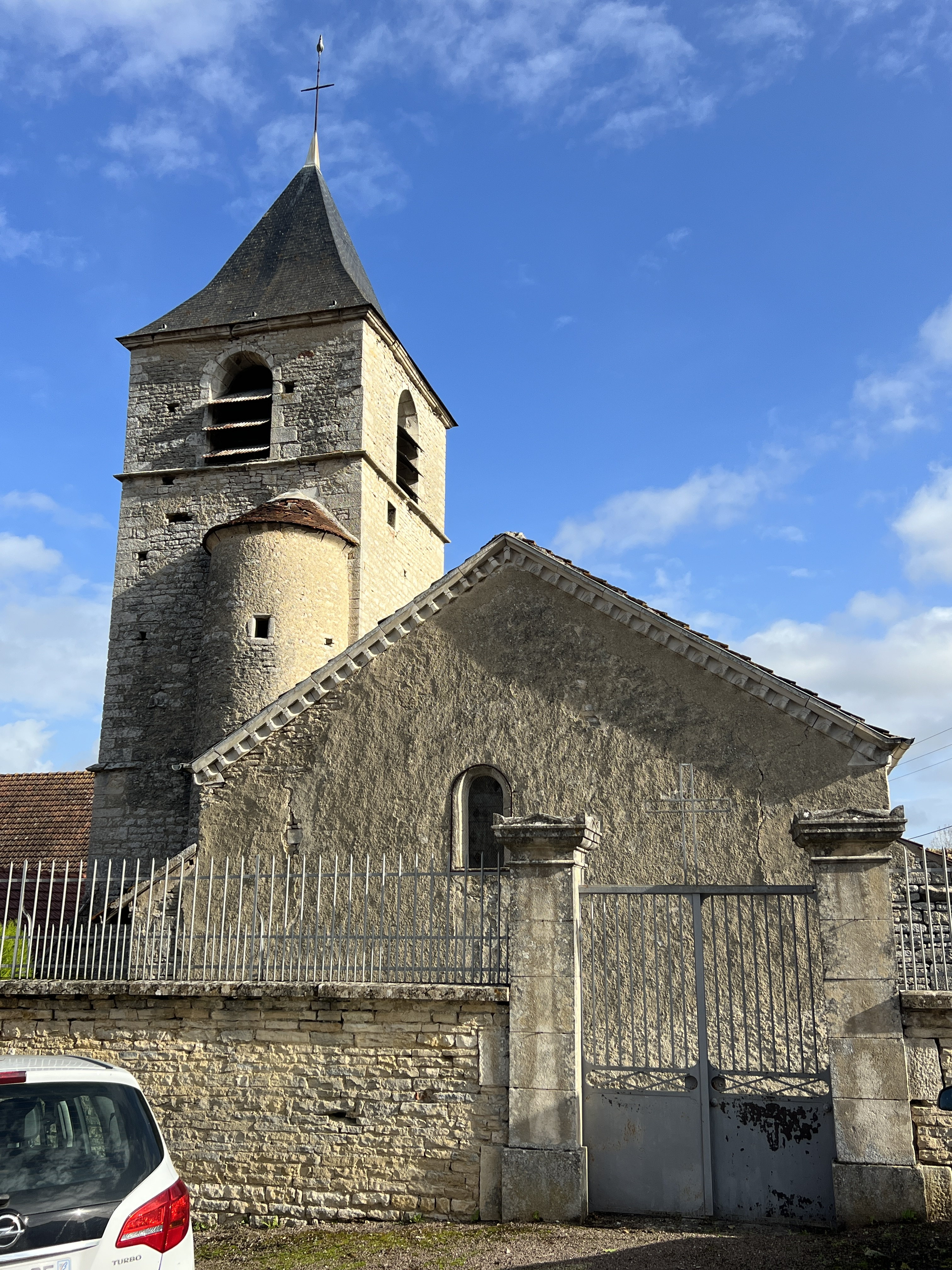
Église Saint-Christophe.

### Lieux et monuments
- Château de Fulvy XVIIIe siècle (centre de vacances de la ville de Malakoff, à l'origine d'une radio officielle : FMR, qui émet tous les mois de juillet depuis 1990[18])
- Voie romaine de Sens à Alise
- Moulin de Fulvy XIXe siècle
- Croix Saint-Laurent 1860
- Église du XIIIe siècle, puis du XVe siècle
- Pont à cinq arches 1826

### Personnalités liées à la commune
- Jean-Louis Henri Orry, (1703-1751) seigneur de Fulvy, fut intendant des finances.
- Georges Berte[19], collectionneur, y décède le 16 octobre 1961.